# Jean-Baptiste Gabriel Larchevesque-Thibaud
Pour les articles homonymes, voir Larchevesque et Thibaud.
Jean-Baptiste Gabriel Larchevesque-Thibaud, né le 9 juillet 1745 à Arcahaie (à Saint-Domingue, actuel Haïti) et mort le 4 janvier 1817 à Pointe-à-Pitre en Guadeloupe, homme politique français, député aux États généraux de 1789.

## Biographie
Gabriel Jean-Baptiste Larchevesque-Thibaud est le fils de Gabriel Larchevesque-Thibaud, négociant à Léogane, et de Marie Marguerite Violain. Il épouse Louise Catherine Castonnet-Desfosses, fille de Jean Pierre Castonnet des Fosses, greffier de l'amirauté, et de Gabrielle Angélique Clinquard.
Il est avocat au Conseil supérieur du Cap-Français et planteur de café au quartier de Vallière dans l'île de Saint-Domingue.
Il fut membre de l'Assemblée nationale constituante du 4 juillet 1789 au 24 août 1789, représentant le Bailliage, Saint-Domingue (Province du Nord).
Impliqué dans un procès comme suspect, il est acquitté par le tribunal révolutionnaire le 22 messidor an II, et disparait de la scène politique

## Publications
- Lettre du citoyen Larchevesque-Thibaud, ancien procureur de la commune du Cap-français, aux comités de marine et des colonies de la Convention nationale réunis. Paris, le 17 septembre 1793 (1991)
- Lettre d'un colon de Saint-Domingue. (1796)
- Faction anglaise, ses projets. Adresse à la Convention nationale (1794)
- Notes sur les troubles de Saint-Domingue (1793)
- Mémoire et pièces justificatives adressés a la Convention nationale (1793)
- Extrait du Mémoire justificatif du citoyen Larchevesque-Thibaud, déporté de Saint-Domingue. (1793)
- Lettre du citoyen Larchevesque-Thibaud, ancien procureur de la commune du Cap-Français, aux comités de Marine & des Colonies de la Convention nationale, réunis. (1793)
- Extrait des minutes de la municipalité du Cap. Réquisitoire de M. le procureur de la commune, prononcé pour la première fois à la séance du 29 avril 1792, et dont la lecture a été répétée à celle du 30, en présence des gardes nationales du Cap, convoquées... pour entendre cette lecture et déclarer en conséquence s'il exprimait leur vœu, présenté l'avant-veille (1792)
- Lettre de l'Assemblée provinciale de la partie du Nord de St-Domingue, à Messieurs des comités de l'Ouest et du Sud, sur le projet d'ordonnance pour la convocation d'une assemblée générale de la colonie, adressé par M. le comte de La Luzerne, ministre de la Marine, aux administrateurs. Imprimé par ordre de l'Assemblée provinciale de la partie Nord de Saint-Domingue (1790)
- Recueils de pièces imprimées concernant les colonies Guyane, Martinique, Guadeloupe, Saint Domingue (1784)

## Sources
- « Jean-Baptiste Gabriel Larchevesque-Thibaud », dans Adolphe Robert et Gaston Cougny, Dictionnaire des parlementaires français, Edgar Bourloton, 1889-1891 [détail de l’édition]